# Колінна стіна

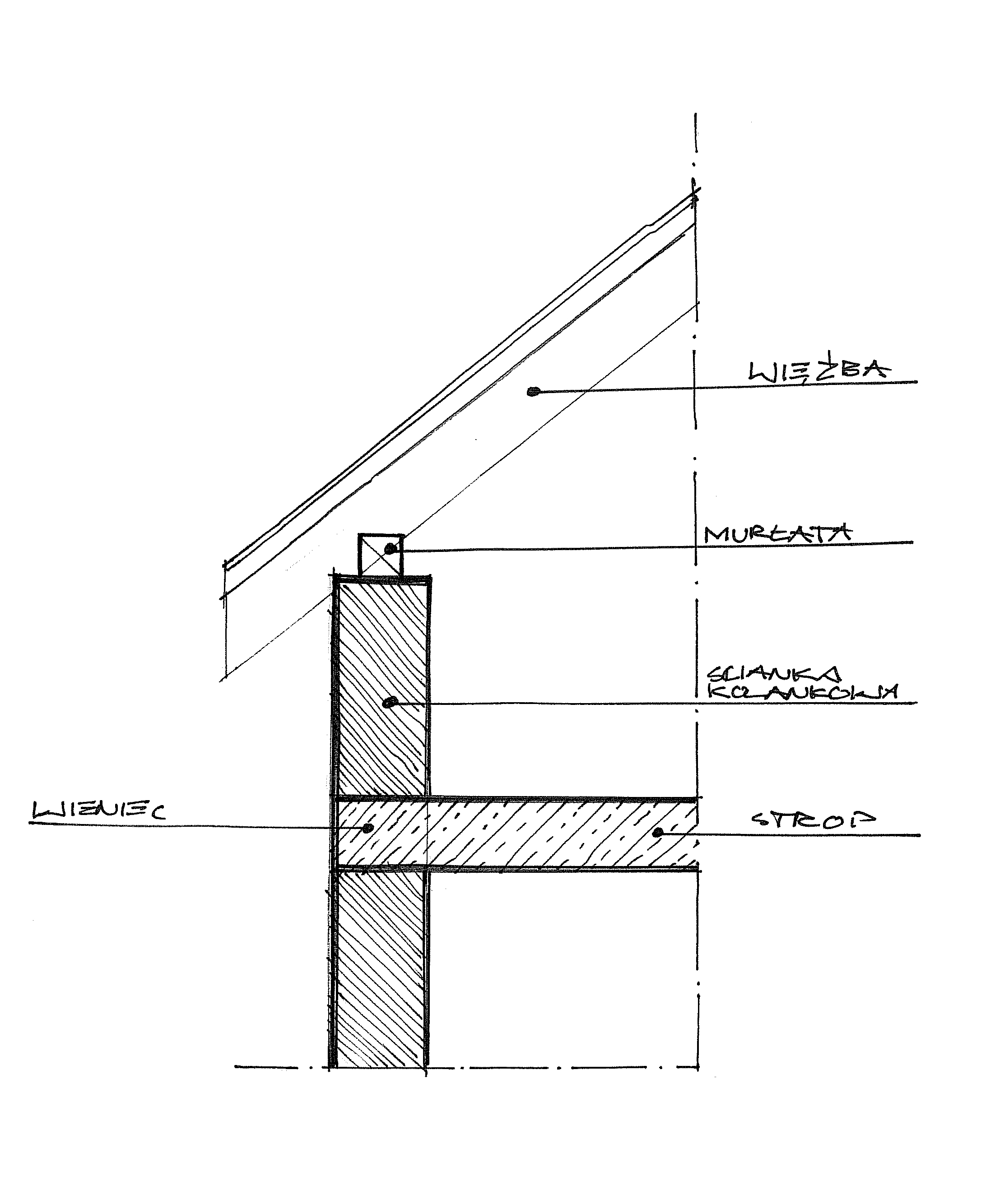
Колінна стіна між дахом та вінцем.

Колі́нна стіна́ або тре́мпель (дан. trempel, нім. Drempel) — додаткова стіна, яка підіймає дах будинку над вінцем (стелею) останнього поверху, що збільшує корисний об'єм горища.
Висота цієї стінки може варіюватися. Для горища, що використовується як житлове приміщення (мансарда), найчастіше вона становить 80-110 см. При цьому вікно розміщують у схилі даху або люкарні. Зрідка, якщо висота колінної стінки близько 2 м, вікно розміщується прямо в ній. У нежитлових горищах висота стіни зазвичай не перевищує 70 см.